# Steven Furtick

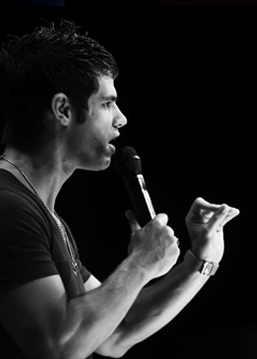
Steven Furtick

Steven Furtick, född 19 februari 1980 i Moncks Corner, är pastor, författare och grundare av Elevation Church, en evangelisk-kristen kyrka i Charlotte i  North Carolina. Kyrkan klassas som en megakyrka. 
Steven växte upp i Moncks Corner i South Carolina. När han var 16 år och läste boken  Ny kraft ny glöd av Jim Cymbala upplevde han en kallelse från Gud att starta en stor församling någonstans i USA.
År 2005 flyttade Steven, hans fru och sju andra familjer till Charlotte för att starta församlingen Elevation Church.
Den 5 februari 2006 hade man sitt första möte. Det kom 121 personer. 
2011 hade man över 9.000 besökare en vanlig söndag och församlingen var den fjärde snabbast växande kyrkan i USA enligt Outreach magazine. 

## Familj
Steven och hans fru Holly har tre barn: Elijah, Graham, och dottern Abbey.

## Fotnoter
1. ↑  ”Arkiverade kopian”. Arkiverad från originalet den 2 september 2011. https://web.archive.org/web/20110902005044/http://www.elevationchurch.org/history. Läst 25 augusti 2011.
2. ↑  ”Arkiverade kopian”. Arkiverad från originalet den 29 oktober 2013. https://web.archive.org/web/20131029203123/http://www.charlotteobserver.com/2011/09/04/2571507/elevation-church-keeps-growing.html. Läst 31 januari 2012.
3. ↑  ”Arkiverade kopian”. Arkiverad från originalet den 17 januari 2013. https://web.archive.org/web/20130117185933/http://www.elevationchurch.org/pastor. Läst 31 januari 2012.